# بخیه شوهر
بخیهٔ شوهر (انگلیسی: Husband stitch) یا بخیهٔ بابا یا گرهٔ شوهر یا توگذاشتگی واژن یک روش جراحی است که در آن از یک یا چند بخیه اضافی و بیش از حد لازم برای ترمیم پرینه در زنانی استفاده می‌شود که این قسمت از بدن‌شان در حین زایمان پاره یا بریده شده‌است. هدف چنین روشی تنگ کردن دهانه واژن و در نتیجه افزایش لذت جنسی برای شریک مرد هنگام مقاربت است. مدتها تصور بر آن بود که بخیهٔ شوهر یک افسانه عامیانه است، اما از آن زمان، گزارش‌های متعددی دربارهٔ انجام آن و به‌دنبال مصاحبه با شاهدان (چه بیماران و چه پزشکان) منتشر شده‌است.

## دیدگاه پزشکی
در حالی که ترمیم پرینه از دیدگاه پزشکی ضروری است، اما زدنِ بخیه اضافی، لازم نیست و ممکن است بعدها باعث ناراحتی یا درد شود. استفاده از این اصطلاح در متون علمی پزشکی را می‌توان در «صورت جلسهٔ انجمن پزشکی ایالت تگزاس» در سال ۱۸۸۵ مشاهده نمود، جایی که یک پزشک ادعا کرد که یک مورد از چنین عملی را انجام داده‌است:
«دکتر جیو کاپلز خواسته شد تا دربارهٔ 'بخیه شوهر' توضیح دهد، که او نیز چنین شرح داد: او گفت که وقتی در حال بخیه زدن پرینه پاره شده در یک خانم متأهل بود، شوهر وی هم که نگران و علاقه‌مند در آنجا حضور داشت و وقتی زدن همه بخیه‌های لازم صئرت پذیرفت، شوهر از روی شانه‌های جراح نگاهی کرد و گفت: 'دکتر، می‌شه یک بخیه دیگه هم بزنید؟' و جراح این کار را [به‌درخواست شوهر] انجام داد و آن را 'بخیه شوهر' نامید.»
این اصطلاح همچنین در کتاب آنچه زنان می‌خواهند بدانند (۱۹۵۸) و کتاب سال پس از زایمان: جان به‌در بردن و لذت بردن از اولین سال مادری، نوشته شیلا کیتزینگر در سال ۱۹۹۴ اشاره شده‌است.
فراتر از آنچه دهان‌به‌دهان روایت شده، بررسی‌های اندکی صورت پذیرفته تا تعیین شود آیا این روش مکرراً اتفاق می‌افتد و همچنین چه تعداد زنان تحت این عمل بوده‌اند. برخی از پزشکان ادعا کرده‌اند که این روش عمدتاً یک افسانه عامیانه و نسبت نادرست است، در حالی که برخی دیگر ادعا کرده‌اند که پزشکانی را می‌شناسند که این روش را انجام می‌دهند. طبق گزارش «فادرلی»، کنگره متخصصان زنان و زایمان آمریکا، انجام این عمل را انکار نمی‌کند، اما مدعی که عملی «استاندارد یا رایج نیست». پزشکان دیگری مانند ژان مارتی، رئیس اتحادیه زنان و زایمان در فرانسه، ادعا کرده‌اند که آنچه بدان بخیه شوهر می‌گویند در واقع اپیزیوتومی‌های نادرست و بخیه‌های ضعیف است که باعث می‌شود زنان در حین آمیزش جنسی و هنگام ادرار درد داشته باشند. امروزه اپیزیوتومی به یک روش معمول در سراسر جهان تبدیل شده‌است، علیرغم مطالعاتی که ادعا می‌کردند این روش هیچ فایده‌ای برای زایمان راحت‌تر در زنان باردار ندارد.
با این حال، چندین روایت از زنانی وجود دارد که ادعا می‌کنند این عمل بدون رضایت بر روی آنها انجام شده‌است. بررسی‌های ژورنالیستی متعددی در مورد وجود بخیه شوهر انجام شده تا مشخص شود که آیا یک چنین عملی حقیقت دارد یا خیر. این روزنامه‌نگاران و رسانه‌ها به‌طور قاطع مشخص کرده‌اند که چنین عملی وجود دارد، همان‌طور که در گزارش‌های چلسی ریچل از هلث‌لاین، کیتلین رایلی از «یاهولایف»، آنام آلام از وبگاه «تِـرِد» و همچنین در گزارش‌های روزنامه‌های فرانسوی «گرازیا» و لو موند مشاهده می‌شود.
پژوهشگران بلژیکی جولی دوبولر، کونراد ون لاندویت و استن جی. مونستری مطالعاتی در زمینهٔ وقوع این عمل انجام داده‌اند و شواهدی از انجام آن در بلژیک دست‌کم از دهه ۵۰ پیدا کرده‌اند:
جراحی تنگ کردن واژن از اواسط دهه پنجاه شروع شده‌است، هنگامی که متخصصان زنان هنگام ترمیم پارگی واژن و میان‌دوراه یا ترمیم اپیزیوتومی پس از زایمان، ورودی واژن زنان را با یک بخیه اضافی تنگ‌تر می‌کردند. در آن زمان این روش به «بخیه شوهر»، «گرهٔ شوهر» یا «توگذاشتگی واژن» معروف بود و پزشکان از روی احتیاط از آن به عنوان «بهبود تندرستی زن» یاد می‌کردند.
بخیه شوهر همچنین در مطالعه ای در سال ۲۰۰۴ در مورد سوءاستفاده از اپیزیوتومی در سائو پائولو مورد اشاره قرار گرفته‌است:
حرفه‌ای‌هایی که با آنها مصاحبه کرده‌ایم اغلب از بخیه شوهر یاد می‌کنند که هدفش سفت‌تر کردن دهانه واژن بعد از زایمان است. عوارض مکرر درد واژن و مهبل، بروز اِسکار و تغییر شکل در آن ناحیه است که نیاز به اصلاح جراحی بیشتری دارد. پیامدهای درازمدت اپیزیوتومی بر روی روابط جنسی نیاز به پژوهش بیشتر دارد.
به‌طور مشابه در کامبوج، انجام این عمل با نرخ بالای اپیزیوتومی مرتبط است: "یک مطالعه در پایگاه داده مرکز ملی اطلاعات زیست‌فناوری نشان داد که استفاده مداوم از اپیزیوتومی در کامبوج به دلیل اعتقاد بسیاری از پزشکان است که در صورت انجام این عمل، برای زنان «واژن سفت‎تر و زیباتر» درست کنند.
جراح زنان و زایمان «جسانا کوپر» همچنین به خطرات سلامت واژن مرتبط با این روش و عدم مزایای آن اشاره کرده‌است: «بخیه شوهر» بر کشسانی کلی واژن تأثیر نمی‌گذارد، زیرا این امر بیشتر به یکپارچگی و استحکام کف لگن مربوط می‌شود تا به اندازه دهانه ورودی واژن». گزارشی در «فادرلی» همچنین به مردان هشدار داد که چنین چیزی را شوخی نگیرند: «در بهترین حالت، فردی که فرزند شما را به دنیا می‌آورد فکر می‌کند که شما اطلاعی از روند رابطه جنسی ندارید. بدترین سناریو این است که با یک بخیه بی‌مورد، نتیجهٔ معکوس حاصل می‌شود که باعث درد بیشتر شریک زندگی‌تان خواهد شد. حتی اگر نیت خوبی در سر دارید، بهترین راه برای آنکه کسی یک شوخی را جدی نگیرد آن است که از اول چنین شوخی را مطرح نکنید.»

## فرهنگ عامه
داستان کوتاهی از کارمن ماریا ماچادو به نام «بخیهٔ شوهر» که نخستین بار در سال ۲۰۱۴ توسط انتشارات گرانتا منتشر شد و بعداً در مجموعۀ «بدن او و سایر مهمانی‌ها» بازنشر گردید، زنی را توصیف می‌کند که تحت این عمل قرار می‌گیرد.
در فصل دوم دووم پاترول در سال ۲۰۲۰، پدر «کلیف» به او می‌گوید: «اگر آن جراح زنان-زایمان از تو پرسید بخیه شوهر می‌خواهی یا نه، بگو «دو تا بزن».
در قسمت ۴ از فصل اول یک مجموعه تلویزیونی استرالیایی در سال ۲۰۲۲، مردِ همراهِ یک بیمارِ زن، از قهرمانِ داستان که دانشجویِ پزشکی است، می‌خواهد «یه بخیه دیگه بنداز اونجا، و اونو مثل اول، نو کن» و بعداً در جای دیگری از داستان، همراهِ بیمار دیگری از این پزشک می‌خواهد که «بخیه شوهر را بکارد آنجا».